# Eternal Blue Tour
Die Eternal Blue Tour war eine Tournee der kanadischen Metal-Band Spiritbox.

## Entstehung
Die Tournee wurde am 15. November 2022 vom Veranstalter Live Nation Entertainment angekündigt und war für Spiritbox die erste Headlinertournee in Nordamerika. Die Band hatte am 17. September 2001 ihr Debütalbum Eternal Blue veröffentlicht und nahm danach Anfang 2022 zusammen mit Bad Omens und Stray from the Path als Vorgruppe von Underoath an deren Voyeurist Tour teil. Im Spätsommer 2022 eröffneten Spiritbox gemeinsam mit Mastodon die Imperatour des Headliners Ghost. Sängerin Courtney LaPlante erklärte gegenüber dem Magazin Alternative Press, dass eine Headliner-Band in der Lage wäre, die Vorbands „sanft zu schikanieren, damit sie bessere Bands werden“. Die Headliner, mit denen Spiritbox bislang getourt haben, hätten ihnen „tonnenweise Ratschläge“ gegeben.
Als Vorgruppen für Spiritbox nahmen die US-amerikanische Technical-Death-Metal-Band After the Burial und die instrumental agierende kanadische Progressive-Metal-Band Intervals an der Eternal Blue Tour teil. Im Frühjahr 2020 tourten Spiritbox im Vorprogramm von After the Burial durch Europa, bevor die Tournee wegen der COVID-19-Pandemie vorzeitig abgebrochen werden musste. Die Eternal Blue Tour umfasste zunächst 22 Konzerte, von denen 20 in den Vereinigten Staaten und zwei in Kanada stattfinden sollten. Das erste Konzert fand am 10. April 2023 in Vancouver statt und die Tournee endete am 10. Mai 2023 in Minneapolis. Der Finanzdienstleister Citigroup stellt die offizielle Kreditkarte der Tournee. Aufgrund der großen Nachfrage wurden in New York City und Chicago jeweils ein zweites Konzert angesetzt. Parallel zum Beginn der Tournee beförderten Spiritbox Josh Gilbert zum festen Bandmitglied.

## Konzerte
| Datum     | Stadt         | Veranstaltungsort      |
| --------- | ------------- | ---------------------- |
| 10. April | Vancouver     | Commodore Ballroom     |
| 11. April | Seattle       | Neptune Theatre        |
| 12. April | Portland      | Roseland Theater       |
| 14. April | Sacramento    | Ace of Spades          |
| 15. April | San Diego     | Observatory North Park |
| 16. April | Los Angeles   | The Wiltern            |
| 17. April | Phoenix       | The Van Buren          |
| 19. April | Denver        | Summit Music Hall      |
| 21. April | Dallas        | Echo Music Hall        |
| 22. April | Austin        | Emo’s                  |
| 23. April | Houston       | House of Blues         |
| 25. April | Atlanta       | Buckhead Theatre       |
| 26. April | Orlando       | House of Blues         |
| 28. April | Silver Spring | The Fillmore           |
| 29. April | Boston        | House of Blues         |
| 30. April | New York City | Irving Plaza           |
| 1. Mai    | New York City | Irving Plaza           |
| 2. Mai    | Philadelphia  | TLA                    |
| 4. Mai    | Toronto       | History                |
| 5. Mai    | Detroit       | The Fillmore           |
| 6. Mai    | Cleveland     | House of Blues         |
| 8. Mai    | Chicago       | House of Blues         |
| 9. Mai    | Chicago       | House of Blues         |
| 10. Mai   | Minneapolis   | The Fillmore           |

## Setlists
| Spiritbox (10. April 2023) 1. Sun Killer 2. Hurt You 3. Yellowjacket 4. Rule of Nines 5. The Void 6. Halcyon 7. Circle with Me 8. Hella Good (Original: No Doubt) 9. Rotoscope 10. Secret Garden 11. The Mara Effect, Pt. 3 12. Holy Roller (mit Johnny Ciardullo) 13. Hysteria 14. Constance 15. Eternal Blue | After the Burial (10. April 2023) 1. Nothing Gold 2. Death Keeps Us from Living 3. A Wolf Amonst Ravens 4. Behold the Crown | Intervals (10. April 2023) 1. Alchemy 2. Mata Hari 3. Lunartic 4. 5-HTP 5. Lock & Key 6. Touch and Go 7. Leave No Stone 8. String Theory |

## Persönlichkeiten
| Spiritbox - Courtney LaPlante – Gesang - Mike Stringer – Gitarre - Josh Gilbert – Bass - Zev Rose – Schlagzeug | After the Burial - Anthony Notarmaso – Gesang - Trent Hafdahl – Gitarre - Adrian Oropeza – Bass - Dan Carle – Schlagzeug | Intervals - Aaron Marshall – Gitarre - Thomas Griggs – Gitarre - Travis LeVrier – Bass - Nathan Bulla – Schlagzeug |